# يوسف بك كرم
يُوْسُفُ بْنُ بُطْرُسٍ بْنُ يُوْسُفٍ بْنُ فرَنْسِيْسٍ كَرَمٍ الأَهْدَنِي ولد في إهدن بأواسط شهر أيار سنة 1823. والده الشيخ بطرس كرم، شيخ اقطاعة إهدن.
والدته مريم ابنة الشيخ انطانيوس أبي خطار العينطوريني. شب وترعرع في بيت كريم وبين هضاب إهدن وجبالها. كان والده من أعظم اللبنانيين جاهًا وأجلهم مقامًا وأصدقهم وطنية وأكرمهم يدًا.

## نشأته
تعلم يوسف بك كرم مبادئ اللغتين السريانية والعربية، بالإضافة إلى دراسة مبادئ الصرف والنحو، وتعلم الإيطالية والفرنسية. ولم يكتف بذلك، بل عمل على تطوير ثقافته حتى أصبح ملمًا بأمور متنوعة منها الدينية والأدبية والعلمية والتاريخية وحتى الإدارية، كما تعلم الفروسية على يد الشيخ عماد الهاشم العاقوري. والملفت للنظر هو أن كرم عاش حياة التقوى منذ صغره، فلم ينقطع يومًا عن ممارسة فروضه الدينية، وكان يصلي الصلوات في أوقاتها في كل الظروف والأحوال ويحضر القداس في الصباح الباكر وهو ساجد يصلي المسبحة. وقد حرص على أن يحمل في عنقه ذخيرة عود الصليب المقدس. هكذا ومنذ نشأته، استند كرم إلى فروسية مميزة وثقافة رفيعة وإيمانًا راسخ، فكان أن شب كرجل دين وإيمان واستقامة وفكر وقلم بدرجة فاقت في كثير من الأحيان كونه رجل سيف وسياسة بمعناها التقليدي.
في عام 1845، وعندما كان في سن 23، حصلت معه حادثة تدل على شهامته وشجاعته وإيمانه. فقد تصدى كرم لعسكر الدولة العثمانية الذي أراد نزع سلاح الأهالي في الشمال بالقوة وألحق به شر هزيمة، وغنم منه كمية كبيرة من السلاح والذخائر، فوضعت الدولة مكافأة قيمة لمن يأتي بكرم حيًا أو ميتاً. فلما علم كرم بذلك، قام ونزل بنفسه إلى طرابلس ودخل مقر القائد العثماني. ووسط ذهول القائد، وقف كرم يعرف عن نفسه قائلا: "بلغني أن دولتك وضعت جائزة لمن يأتيك برأسي أو يأتي بي إليك حيًا، فها أنا بين يديك فافعل ما تشاء على أن تأمر بتوزيع الجائزة على الفقراء. فسأله القائد: "ما الذي دفعك إلى العصيان؟" رد كرم: "علمت أن العسكر قادم إلينا لجمع السلاح بالقوة القاهرة، وإنه سيفعل ببلدي ما قام به بغير أماكن من البلد حيث اعتدى على الأهالي وعاملهم بوحشية وأهان الكهنة والكنائس. فحملني حب بلدي وشعبي والنفور من الجور والظلم على أن أفعل ما فعلت. "عندها أعجب القائد بجرأة كرم وحرية ضميره وقرر العفو عنه وصرفه مكرمًا.
في 8 كانون الأول عام 1845، بادر كرم إلى تأسيس أخوية الحبل بلا دنس التي حظيت بمباركة البطريرك ودعم الأهالي. واختار كرم شعار الأخوية القائل: «فليكن مباركا الحبل بسيدتنا مريم العذراء البريئة من دنس الخطيئة الأصلية.» وقد حرص كرم على إعداد الرياضات الروحية واهتم بإبطال العادات المستهجنة ومنع الملابس غير المحتشمة وخاصة لدى دخول الكنيسة.
في 15 آذار 1857، وكله أهالي إهدن وقسم من أهالي الجبة ليصبح حاكما على المنطقة بصلاحيات إدارية وقضائية وعسكرية واسعة.
عام 1858، وعندما قام طانيوس شاهين والفلاحين ذي الأغلبيّة المسيحية في كسروان بالثورة على أصحاب الأملاك والمشايخ المارونية وعائلة الخازن، طلب البطرك الماروني من يوسف بك كرم نظرًا لنفوذه وولائه للكنيسة التدخل لإنقاذ المشايخ وإعادة السلام إلى المنطقة. وصل الثوّار وكرم إلى تسوية للنزاع، ولكن الإنقسامات الإقطاعيّة في كسروان استمرّت.

## شهرته
في العام 1860، عين وكيل قائم مقامية النصارى في جبل لبنان.
خاض معارك عديدة ضد العسكر العثماني من أبرزها معركة بنشعي الكبيرة التي هزم بها كرم ورجاله جحافل الجيش العثماني، ومعركة سبعل وغيرها من المعارك التي انتصر فيها كلها كرم ورجاله.

## وفاته
في أواخر أيامه، أنشأ كرم جمعية دينية على اسم القديس يوسف هدفت إلى نشر تعاليم الله والكنيسة وإلى مساعدة الفقراء والمحتاجين وتعليم الأحداث والعناية بالمرضى. وكان مركزها في دير مار يوسف عبرا، بين زغرتا وإهدن.
توفي كرم في نابولي، في إيطاليا، في 7 نيسان 1889.

## وصلات خارجية
- الموقع الرسمي لمؤسسة يوسف بك كرم
- يوسف بك كرم في موقع Ehden Family Tree